# Direttore tecnico (sport)
Il direttore tecnico è una personalità sportiva con un ruolo spesso analogo a quello dell'allenatore.

## Calcio
Nel calcio il direttore tecnico è un allenatore che, nella maggior parte dei casi, può gestire una squadra professionistica solo se affiancato da un allenatore ufficialmente riconosciuto.
Al 2023 la FIGC annovera nel suo organico quindici direttori tecnici, tra i quali spiccano Arrigo Sacchi e Giovanni Trapattoni.

## Ginnastica
Nella ginnastica il direttore tecnico è la massima personalità che gestisce e coordina le attività sportive di una squadra; gli allenatori delle nazionali sono chiamati "Direttori Tecnici Nazionali". 